# Furlanija - Julijska krajina
Furlanija - Julijska krajina (italijansko Friuli-Venezia Giulia [frijùli venècja džùlja], furlansko Friûl Vignesie Julie, nemško Friaul Julisch Venetien, narečno beneško-italijansko Friul-Venesia Julia) je ena od dvajsetih dežel Italije in ena od petih dežel s posebnim statutom. Na malo manj kot 8000 km2 živi 1,2 milijona prebivalcev. Na severu meji z Avstrijo, na zahodu z italijansko deželo Benečijo, na jugu z Jadranskim morjem in na vzhodu s Slovenijo. Deli se na štiri pokrajine: Goriška, Pordenone, Tržaška in Videmska, ki so bile z novim upravnim zakonom leta 2017 nadomeščene z 18 območnimi medobčinskimi zvezami, a so bile z letom 2025/26 pokrajine vzpostavljene nazaj. Zaradi te reforme je dežela na novo pridobila tudi nemškojezično občino Sappada (lokalno ime Plodn), na skrajnem severozahodu ob izviru reke Piave v Karnijskih Alpah, ki je bila prej v Benečiji (Veneto) in se je takrat na lastno željo priključila Karnijski medobčinski zvezi.
Poleg glavnega mesta Trsta so večja mesta v deželi še središče Furlanije Videm (Udine), Poredenone, Gorica in Tržič (Monfalcone), poleg njih pa še nekoliko manjša, kot so (po velikosti): Sacile, Cordenons, Codroipo, Azzano Decimo, San Vito al Tagliamento, Porcia, Tavagnacco, Červinjan, Latisana, istrske Milje (Muggia), Fontanafredda, po mozaikih znan Spilimbergo, Ronke (Ronchi dei Legionari), Maniago, Fiume Veneto, zgodovinski Čedad (Cividale del Friuli), Humin (Gemona del Friuli), karnijsko središče Tolmeč (Tolmezzo) Aviano, Čenta (Tarcento), Gradež (Grado), San Giorgio di Nogaro, Lignano Sabbiadoro, Gradišče ob Soči (Gradisca d'Isonzo), urbanistična posebnost Palmanova, Gonars, nekdanji koroški Trbiž (Tarvisio) in antični Oglej (Aquileia) kot zgodovinski sedež patriarhov. 

## Zemljepisna lega in podnebje
Furlanija ‒ Julijska krajina obsega ozemlje, ki ga na jugu omejuje skrajna severna (severovzhodna) obala Jadranskega morja, na severu pa sega v Karnijske Predalpe (z vrhom Cima dei Preti, 2703 m) ter v Alpe (Karnijske Alpe z vrhom Coglians/Hohe Warte, 2782 m na meji z Avstrijo, ki je najvišji vrh dežele in Creta delle Chianevate/Kellerspitzen, 2774 m), na severovzhodu pa na Zahodne Julijske Alpe (Jof di Montasio/Montaž, 2754 m, je drugi najvišji vrh Julijskih Alp), zato se razna področja med seboj močno razlikujejo. Velja vsekakor za gorato deželo, saj je skoraj 43 % površine v gorskih predelih in 20 % v gričevju. Ravnina je Furlanska nižina, ki je naplavina reke Tagliamento / Tilment in ki se na jugu zaključi z lagunami. Ostale reke, ki vse potekajo v smeri sever–jug, so Torre/Ter, Natisone/Nadiža, Stella, Isonzo/Soča, Ausa, Livenza, Noncello, Timavo/Timava, Meduna.
Podnebje je v gorah alpsko, na obali mediteransko, vendar nobeno od njiju ne vpliva na vmesno nižavje, kjer je pretežno celinsko podnebje. Ta raznolikost na sorazmerno majhnem prostoru je še poudarjena v posameznih lokalnih mikroklimah, na primer v Nadiških dolinah, v lagunah (Gradeška, Maranska) ter v okolici Trsta (burja).

## Zgodovina
O zgodovini dežele Furlanije ‒ Julijske krajine lahko govorimo šele od leta 1963, to je od razglasitve italijanskega ustavnega zakona št. 1 z dne 31. januarja 1963, ki je združil v administrativno enoto tedanjo Furlanijo in ostanke goriškega in tržaškega ozemlja, ki jih je Italija ohranila po drugi svetovni vojni.
 Pred tem datumom je bilo ozemlje, na katerem se danes razprostira Furlanija ‒ Julijska krajina, sestavljeno iz povsem ločenih administrativnih enot, ki jih je od Nojonske mirovne pogodbe leta 1516 ločevala meja med Beneško Republiko in Habsburškimi posestvi.   

### Furlanija
Furlanija je ozemlje v okolici Vidma, Pordenona in Gorice, delno tudi v pokrajinah Benetke in Belluno. Meri skupno 8240 km², od katerih odpade 7549 km² na deželo Furlanija ‒ Julijska krajina, kar predstavlja 96 % njene površine. Čeprav je v deželi veliko arheoloških najdišč iz paleolitika in neolitika, so prvi znani prebivalci teh krajev kaštelirji od 14. stoletje pr. n. št. dalje. V 4. stoletju pr. n. št. se je priselilo keltsko pleme Karnov, v 2. stoletju so deželo kolonizirali Rimljani. Ti so ustanovili mesto Oglej (AQUILEA), ki je zaradi strateškega položaja kmalu postalo zelo važen center imperija in prestolnica Desete province. V 3. stol. je Oglej postal sedež škofije, ki je leta 381 gostila del koncila proti arijcem. Leta 452 so ga Huni opustošili in mesto si ni več opomoglo. Ostalo je sicer ugledno središče, posebno po povišanju škofije v patriarhat (šesto stoletje), a prebivalci, ki so bili zbežali pred Atilo, se niso vrnili. S propadom rimskega cesarstva je ostala Furlanska nižina brez zaščite in ljudstvo se je spet skrivalo pred barbarskimi vpadi. Tako so nastala lagunska mesta (Grado/Gradež, Marano), rodovitno nižavje pa je ostajalo neobdelano. Deželo so zasedli Bizantinci in pozneje Langobardi. Ti so prenesli prestolnico v Forum Julii (današnji Cividale/Čedad), po katerem se je s časom začela imenovati vsa dežela Friûl oziroma Furlanija.  Langobardi so opremili svojo kneževino z močno vojsko in tako preprečili nadaljnje barbarske vpade. V 8. in 9. stol. je bila Furlanija pod Franki.
Leta 1077 je Henrik IV. podelil oglejskemu patriarhu kneževino Furlanijo in knežji naslov, ki so ga dedovali patriarhi. Kneževina se je v kratkem spremenila v pravo državo. imenovano Patrie dal Friûl, ki je v raznih zgodovinskih dobah vladala tudi Istri, Trstu, Koroški in Štajerski.

### Julijska krajina
Ime Venezia Giulia se je prvič pojavilo leta 1863, ko je goriški jezikoslovec Graziadio Isaia Ascoli razdelil ozemlje, ki je bilo pod Rimljani združeno v Deseto provinco, na tri dele. Imenoval jih je: Benečija (Venezia Euganea, današnja dežela Benečija z zahodno Furlanijo), Tridentinska Benečija (Venezia Tridentina, današnja dežela Trentinsko - Zgornje Poadižje) in Julijska Benečija (Venezia Giulia, vzhodna Furlanija, Goriška, Trst, Istra in del Kranjske). Ta razdelitev jasno ponazarja iredentistično idejo, po kateri so bile – zaradi skupne zgodovine v času Rimljanov – vse te pokrajine italijanske in torej (razen prave Benečije) 'neodrešene' (italijansko irredente). 
Po prvi svetovni vojni italijanske oblasti niso hotele uporabljati avstrijskega naziva Primorje, za ozemlje Avstrijskega primorja in drugih pridobljenih ozemelj Avstro-Ogrske (Kanalska dolina, Reka, Idrija, Postojna, Knežak), in so poimenovali vse pridobljeno ozemlje 'Venezia Giulia' – oziroma Julijska krajina. V času fašizma se je ime na splošno uporabljalo kot nekak dokaz o neobstojnosti slovenskega prebivalstva v teh krajih.
Po drugi svetovni vojni je italijanska ustava ustanovila dežele kot administrativne enote in ime je prešlo v uradno poimenovanje dežele. Temu so nasprotovali Furlani, ki niso hoteli priznati skromnemu ostanku Tržaškega ozemlja pravice do imena nekdaj obširne pokrajine, toda ime je ostalo. Glavni vzrok je bil političen: ime pomeni, da za Italijo sedanja vzhodna meja ni definitivna. Zdaj je njeno ime prevzela še Julijska medobčinska zveza, ustanovljena na ozemlju nekdanje Tržaške pokrajine. Obseg Julijske krajine ni bil nikoli točno določen; tudi njena meja s Furlanijo ni natanko določena: nekateri jo postavljajo na reko Timavo, drugi na Sočo. Tržačani uvrščajo Gorico v Julijsko krajino, Furlani pa v Furlanijo.

## Prebivalstvo
Čeprav je povprečna gostota prebivalstva samo 155 prebivalcev na km2, je v mestih zelo visoka. V nekdanji Tržaški pokrajini (Julijska medobčinska zveza) je bila gostota 1340 preb./km2, kar je v državnem merilu drugo mesto za Neapljem.
Pomemben del prebivalstva pokrajine predstavljajo Furlani s svojim jezikom, pa tudi slovenska in nemško-avstrijska manjšina. Kljub večstoletnemu vplivu večjih narodov ter italijanskega fašizma, ki je organiziral načrtno potujčevanje avtohtonih narodov, sta se ohranili furlanska in slovenska kultura.

### Demonim
- slovensko
  - moški, ednina: Furlan ali Primorec
  - ženska, ednina: Furlanka ali Primorka
  - moški, množina: Furlani ali Primorci
  - ženska, množina: Furlanke ali Primorke
- italijansko
  - moški, ednina: friulano ali giuliano
  - ženska, ednina: friulana ali giuliana
  - moški, množina: friulani ali giuliani
  - ženska, množina: friulane ali giuliane
- furlansko
  - moški, ednina: furlan ali julian
  - ženska, ednina: furlane ali juliane
  - moški, množina: furlans ali julians
  - ženska, množina: furlanis ali julianis

## Mesta
Občine, kjer velja zaščita slovenske skupnosti
| #  | Slovensko               | Italijansko             | Furlansko            | Nemško                      | Prebivalci | Nekdanja pokrajina |
| -- | ----------------------- | ----------------------- | -------------------- | --------------------------- | ---------- | ------------------ |
| 1  | Trst                    | Trieste                 | Triest               | Triest                      | 205.535    | Trst               |
| 2  | Videm                   | Udine                   | Udin                 | Weiden                      | 100.514    | Videm              |
| 3  | Pordenone (Pordenun)    | Pordenone               | Pordenon             | Portenau                    | 51.632     | Pordenone          |
| 4  | Gorica                  | Gorizia                 | Gurize               | Görz                        | 35.980     | Gorica             |
| 5  | Tržič                   | Monfalcone              | Monfalcon            | Falkenberg                  | 28.101     | Gorica             |
| 6  | Sacile                  | Sacile                  | Sacîl                | Sacile                      | 19.842     | Pordenone          |
| 7  | Cordenons               | Cordenons               | Cordenons            | Cordenons                   | 17.726     | Pordenone          |
| 8  | Codroipo                | Codroipo                | Codroip              | Codroipo                    | 16.048     | Videm              |
| 9  | Azzano Decimo           | Azzano Decimo           | Daçan di Pordenon    | Azzano Decimo               | 15.557     | Pordenone          |
| 10 | San Vito al Tagliamento | San Vito al Tagliamento | San Vît dal Tiliment | San Vito al Tagliamento     | 15.157     | Pordenone          |
| 11 | Porcia                  | Porcia                  | Purcie               | Porcia                      | 15.011     | Pordenone          |
| 12 | Tavagnacco              | Tavagnacco              | Tavagnà              | Tavagnacco                  | 14.799     | Videm              |
| 13 | Červinjan               | Cervignano del Friuli   | Çarvignan            | Cervignano del Friuli       | 13.548     | Videm              |
| 14 | Latisana                | Latisana                | Tisane               | Latisana                    | 13.252     | Videm              |
| 15 | Milje                   | Muggia                  | Mugle                | Mulgs                       | 12.878     | Trst               |
| 16 | Fontanafredda           | Fontanafredda           | Fontanefrede         | Fontanafredda               | 12.620     | Pordenone          |
| 17 | Spilimbergo             | Spilimbergo             | Spilimberc           | Spengenberg                 | 12.168     | Pordenone          |
| 18 | Ronke                   | Ronchi dei Legionari    | Roncjis              | Ronchi                      | 11.755     | Gorica             |
| 20 | Maniago                 | Maniago                 | Manià                | Maniago                     | 11.746     | Pordenone          |
| 19 | Fiume Veneto            | Fiume Veneto            | Vile di Flum         | Fiume Veneto                | 11.679     | Pordenone          |
| 21 | Čedad                   | Cividale del Friuli     | Cividât              | Östrich                     | 10.966     | Videm              |
| 22 | Humin                   | Gemona del Friuli       | Glemone              | Klemaun                     | 10.570     | Videm              |
| 24 | Tolmeč                  | Tolmezzo                | Tumieç               | Schönfeld / Tolmein         | 9.860      | Videm              |
| 25 | Aviano                  | Aviano                  | Davian               | Pleif                       | 8.890      | Pordenone          |
| 23 | Čenta                   | Tarcento                | Tarcint              | Tarcento                    | 8.800      | Videm              |
| 26 | Gradež                  | Grado                   | Grau                 | Grado                       | 7.736      | Gorica             |
| 27 | San Giorgio di Nogaro   | San Giorgio di Nogaro   | Sant Zorç di Noiâr   | San Giorgio di Nogaro       | 7.320      | Videm              |
| 31 | Lignano Sabbiadoro      | Lignano Sabbiadoro      | Lignan               | Lignano Sabbiadoro          | 6.909      | Videm              |
| 30 | Gradišče ob Soči        | Gradisca d'Isonzo       | Gardiscje            | Gradis (Gradisch) am Sontig | 6.350      | Gorica             |
| 33 | Palmanova               | Palmanova               | Palme                | Palmanova                   | 5.319      | Gorica             |
| 32 | Gonars                  | Gonars                  | Gonârs               | Gonars                      | 4.604      | Videm              |
| 29 | Trbiž                   | Tarvisio                | Tarvis               | Tarvis                      | 4.010      | Videm              |
| 28 | Oglej                   | Aquileia                | Aquilee              | Aquileja / Agley            | 3.138      | Videm              |
| #  | Slovensko               | Italijansko             | Furlansko            | Nemško                      | Prebivalci | Nekdanja pokrajina |

## Gospodarstvo
Deželno gospodarstvo je zelo raznoliko, predvsem zaradi različnih geografskih pogojev. Medtem ko je Furlanija pretežno kmetijsko področje, je obalni pas industrializiran in predvsem trgovinsko ter turistično usmerjen. Čeprav je zaradi gora na severu in lagun na jugu skoraj 20 % ozemlja neprimernega za obdelovanje, se na območju nekdanje Videmske pokrajine ukvarja s kmetovanjem kar 40 % prebivalstva. Na območju nekdanje Tržaške pokrajine samo 2 % prebivalcev obdelujeta zemljo, zato je pa okoli 70 % zaposlenih v industriji, predvsem v ladjedelnicah (Tržič, Trst, Milje). Glavni pridelki so koruza in vinska trta. Živinoreja je dobro razvita. Obrtništvo je ponekod doseglo skoraj industrijske nivoje, na primer izdelovanje stolov (Manzano) in nožev (Maniago).